# Linha La Spezia-Rimini

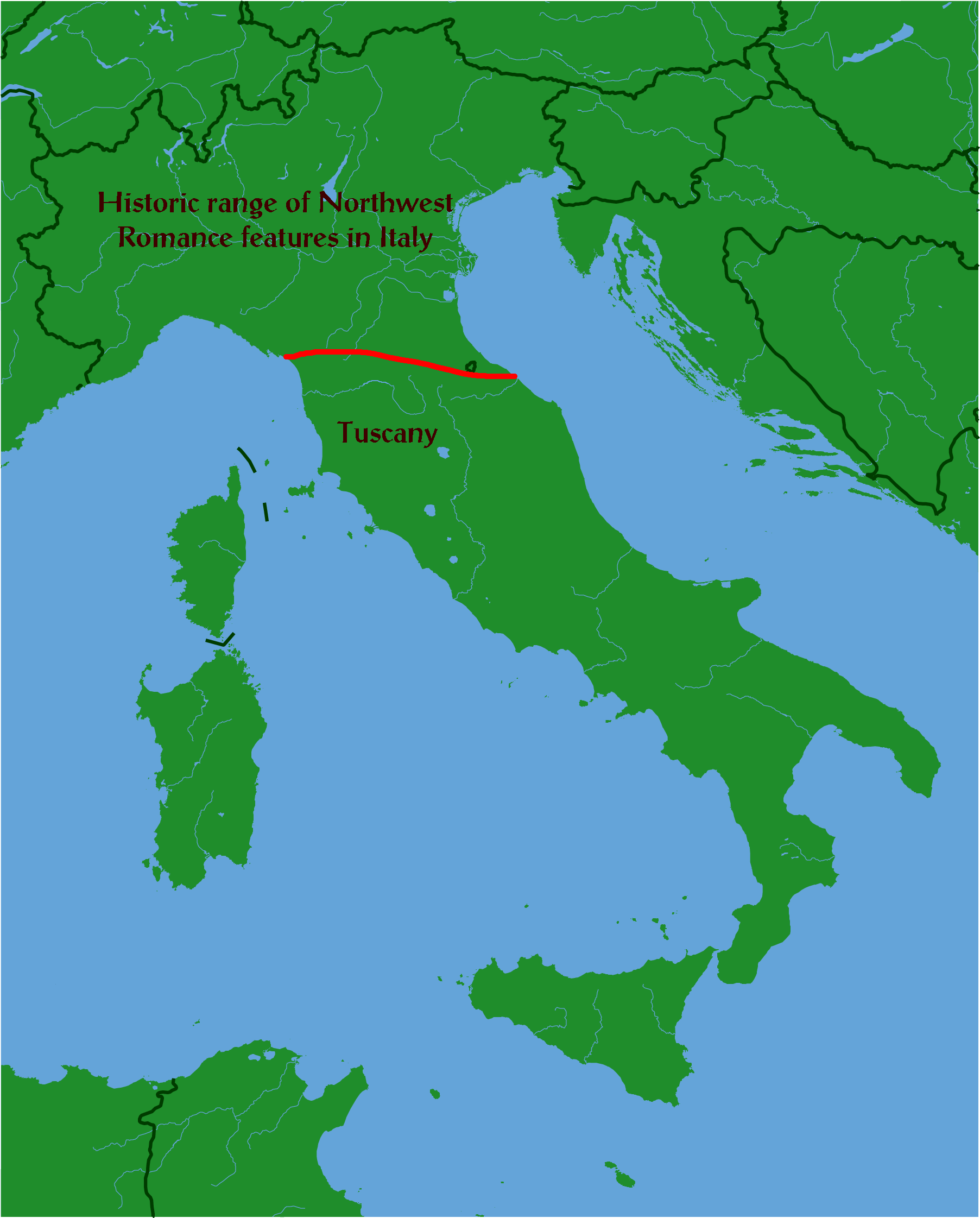
Historicamente, a Linha La Spezia-Rimini marcou uma série de isoglossas que distinguem os dialetos italianos setentrionais daquele da Toscana, terra natal do italiano padrão

A Linha La Spezia-Rimini (às vezes referida como Linha Massa-Senigália), em linguística das línguas românicas, é uma linha que demarca um número de importantes isoglossas que distinguem as línguas românicas a leste e sul da linha daquelas a norte e oeste dela. As línguas românicas na parte oriental incluem o italiano padrão e as línguas românicas orientais (romeno, aromeno, romeno meglesita, istro-romeno), enquanto  espanhol, francês, português, e também os dialetos do norte da Itália são representantes do grupo ocidental.
A linha corta o norte da Itália a partir da cidade de La Spezia (Ligúria) até Rimini (Emília-Romanha). Alguns linguistasdizem que a linha na verdade vai de Massa (Toscana) até Senigália (Marcas), e deveria ser chamada mais precisamente de "Linha Massa-Senigália".
A norte e oeste da linha (excluindo algumas variedades setentrionais, como o liguriano, que provavelmente um dia teve essas características, mas foram perdidas sob a influência do italiano padrão), o plural dos substantivos descendem do caso acusativo do latim, e geralmente terminam em -s independentemente do gênero ou declinação. Ao sul e a leste da linha, os plurais dos substantivos descendem geralmente do caso nominativo do latim, e mudam as vogais para formar os plurais. Comparando os plurais de substantivos cognatos em várias línguas romances e em latim:
| Romeno       | Italiano     | Espanhol        | Português     | Galego      | Catalão     | Francês       | Latim nomin. pl. | Latim acus. pl. |
| ------------ | ------------ | --------------- | ------------- | ----------- | ----------- | ------------- | ---------------- | --------------- |
| viaţă, vieţi | vita, vite   | vida, vidas     | vida, vidas   | vida, vidas | vida, vides | vie, vies     | vitae            | vitās           |
| lup, lupi    | lupo, lupi   | lobo, lobos     | lobo, lobos   | lobo, lobos | llop, llops | loup, loups   | lupī             | lupōs           |
| om, oameni   | uomo, uomini | hombre, hombres | homem, homens | home, homes | home, homes | homme, hommes | hominēs          | hominēs         |

Outra isoglossa de acordo com a Linha La Spezia-Rimini é a do vozeamento de certas consoantes que ocorrem entre vogais. Assim, as palavras latinas focus/focum ("fogo") dão origem ao italiano fuoco, porém fogo nos dialetos setentrionais da Itália (vêneto) e fuego em espanhol. O vozeamento ou a supressão dessas consoantes são características do grupo das línguas românicas ocidentais; sua manutenção é uma característica do grupo das línguas românicas orientais. Em geral, o grupo ocidental apresenta inovações que tendem a estar ausentes no grupo oriental.